# Oh My JUMP!～少年JUMP拯救地球～
《Oh My JUMP!～少年JUMP拯救地球～》（日语：オー・マイ・ジャンプ！ 〜少年ジャンプが地球を救う〜）是《周刊少年Jump》創刊50周年之际與電視劇24共同出品的一部電視劇，敘述一位平凡業務員月山浩史透過《周刊少年Jump》中的故事一步一步成長的故事，當中還穿插各個漫畫作品的創作秘話。该剧由三木康一郎、青山貴洋执导，参演演员有伊藤淳史、齊木茂、柳俊太郎、佐藤仁美、寺脇康文、生駒里奈等人，2018年1月12日开播。

## 演員列表

### 主要人物
| 角色       | 演員     | 香港配音 | 介紹 |
| 月山浩史   | 伊藤淳史 | 陳健豪   | 男主角，喜歡海賊王，經常擔任吐槽的角色，擁有極強的堅持精神，在【作者小劇場】中都是當“作者”，第十集中想起小時候曾救過黑塚                                                 |
| 火村智子   | 生駒里奈 | 黃紫嫻   | 女大學生，“Jump秘密俱樂部”中旳其中一位常客，月山的朋友之一，最常扮演的是《火影忍者》的主角漩渦鳴人，第二集扮演過桃地再不斬, 是一個充滿正義感的女孩，最後成為俱樂部女店員 |
| 黑塚朝日   | 馬場徹   | 郭湛深   | 經常跟月山浩史搶客人，好像經常性跟蹤月山，第十集中講述小時候被月山救過，其後也加入了“Jump秘密俱樂部”                                                                     |
| 大嵐寿三郎 | 小林劍道 | 何家裕   | 月山的上司，稱月山為“徒弟”，穿著和服，經常教導月山，常因痔瘡所苦 |
| 金城真治   | 柳俊太郎 | 簡懷甄   | 漫畫家，“Jump秘密俱樂部”中旳其中一位常客，月山的朋友，經常稱讚美樹，經常為了美樹而大吵大鬧，在最後向美樹吿白                                                             |
| 土田跳躍   | 齊木茂   | 黃志明   | “Jump秘密俱樂部”的店長，每天接送時都會说一句JUMP的經典台詞，來自100年後沒有漫畫的世代                                                                                    |
| 高原結衣   | 山﨑萌香 | 顧詠雪   | “Jump秘密俱樂部”的女店員，對店長非常的信從 |
| 木暮美樹   | 佐藤仁美 | 陳子瑩   | 肛腸科醫生，“Jump秘密俱樂部”中旳其中一位常客，月山的朋友，也喜歡各種角色扮演，如《七龍珠》的布瑪，最常扮的是《怪博士與機器娃娃》中的阿拉蕾                               |
| 水川康介   | 寺脇康文 | 梁皓翔   | “Jump秘密俱樂部”中旳其中一位常客，月山的朋友，經常穿著《聖鬥士星矢》的天龍座聖衣，好像有很多怪癖好，口頭禪是“爆發你的小宇宙！”，最後成為俱樂部店長                       |

### 客串人物
| 角色             | 演員                             | 香港配音             | 介紹 |
| 水戶愛實         | 最上Moga                         | 馮詠恩               | 女員工，月山浩史後輩，阿久課長霸凌對象。 第1集登場。                                                     |
| 阿久課長         | 浅香航大                         | 郭俊廷               | 營業課課長，社長外甥，常對下屬職場霸凌。 第1集登場。                                                     |
| 佐佐木           | 小關裕太                         | 黄尉斯               | 火村智子的暗戀對象。 第2集登場。                                                                         |
| 岩田             | 坂本真                           | 何家裕               | 咖啡店店長。原為月山浩史的客人，因黑塚朝日提供的意見使得生意興隆便與月山解約。 第2集登場。               |
| 金城文太         | 野添義弘                         | 羅偉亮               | 金城真治的父親。在沖繩以養殖海葡萄為生，支持金城的夢想。 第3集登場。                                     |
| 隼人             | 金屬吉田                         | 郭湛深               | 木暮美樹醫院裡的男看護，外型似《城市獵人》中的海坊主。 第4集登場。                                       |
| John山下         | 湯江健幸                         | 郭俊廷               | 木暮美樹在派對中認識的「帥哥國際律師」。 第4集登場。                                                     |
| 淚子 瞳美 愛香   | 倉持由香 明日花綺羅 牧野ステテコ | 馮詠恩 顧詠雪 陳凱婷 | 「Jump秘密俱樂部」的客人。扮演《貓眼》的來生三姐妹，向木暮美樹挑戰比賽性感。 第4集登場。                 |
| 柏原光           | 岩田龍門                         | 陈凯婷               | 柏原涼子的兒子，為了想看《足球小將翼》中的絕技「一飛沖天彈跳射門」而來到「Jump秘密俱樂部」。 第5集登場。 |
| 柏原涼子         | 松野井雅                         | 馮詠恩               | 之前為「Jump秘密俱樂部」常客，扮演《海賊王》中的女帝波雅·漢考克的女性，育有一子。 第5集登場。            |
| 羅納度本城       | 脇田寧人                         | 黄尉斯               | 之前為「Jump秘密俱樂部」常客，曾和柏原光的父親搭檔使出「一飛沖天彈跳射門」。 第5集登場。                 |
| 水川麻里         | 田中美奈子                       | 陳凱婷               | 水川康介的妻子，懷疑水川外遇而暴怒，其實也是《聖鬥士星矢》愛好者。 第7集登場。                           |
| 水川沙莉         | 堀田真由                         | 馮詠恩               | 水川康介的女兒，對父母都是《聖鬥士星矢》愛好者感到困擾。 第7集登場。                                     |
| 日向翔陽         | 須賀健太                         | 黄尉斯               | 「Jump秘密俱樂部」的客人。扮演《排球少年！！》的日向翔陽。 第8集登場。                                   |
| 秀麻呂           | 貓廣志                           | 郭俊廷               | 月山的同事。 第8集登場。                                                                                 |
| 蘇珊 王大人 仁蔣 | 波岡一喜 三谷昌登 野呂佳代       | 黄尉斯 郭湛深 陳凱婷 | 月山被黑塚搶走的客人，後來為了大嵐課長而分別接受他們的考驗。 第8集登場。                                 |
| 裁判             | 關根勤                           | 郭俊廷               | 「Jump秘密俱樂部」舉辦的「天下第一武道會」的裁判，為俱樂部第三代店長。 第9集登場。                       |
| 黑塚香奈         | 松井愛莉                         | 馮詠恩               | 黑塚朝日的妹妹，住院中。 第10集登場。                                                                    |
| 森室長           | 清水昭博                         | 郭俊廷               | 冥王集團的室長，興趣為角色扮演。 第10集登場。                                                            |
| 藏原部長         | 福田轉球                         | 羅偉亮               | 黑塚朝日的上司。 第10集登場。                                                                            |
| 醫師             | 足立梨花                         | 顧詠雪               | 黑塚香奈的主治醫生。 第10集登場。                                                                        |
| AI               | 鈴木梨央 神谷明（聲）            | 馮詠恩 郭俊廷（聲）  | 在100年後的未來負責審查漫畫的AI。 第11集登場。                                                           |
| 天野愛           | 西野七瀨                         | 顧詠雪               | 來自故事電影少女的角色。 第11集登場。                                                                    |

## 播出日期
| 集數   | 播出日期 | 標題                                                                                | 編劇                | 導演       | 主要提及作品   |
| ------ | -------- | ----------------------------------------------------------------------------------- | ------------------- | ---------- | -------------- |
| 第1集  | 1月13日  | 撐個屁的滾蛋 之卷 へのつっぱりはいらんですよ の巻                                   | 根本ノンジ          | 三木康一朗 | 金肉人         |
| 第2集  | 1月20日  | 喜歡你！之卷 好きなんだってばよ! の巻                                               | 根本ノンジ          | 三木康一朗 | 火影忍者       |
| 第3集  | 1月27日  | 對自己更誠實！Baby！之卷 もっと自分に正直になるんだ！ベイベーッ！の巻               | 西条みつとし        | 青山貴洋   | 鐵拳對鋼拳     |
| 第4集  | 2月3日   | 戀愛信號是XYZ 之卷 恋の合図はXYZ の巻                                               | 根本ノンジ          | 今泉力哉   | 城市獵人       |
| 第5集  | 2月10日  | 足球是朋友 之卷 ボールはともだち の巻                                               | 粟島瑞丸            | 今泉力哉   | 足球小將翼     |
| 第6集  | 2月17日  | 超越自我 之卷 自分を乗り越える事さ! の巻                                            | 西条みつとし        | 三木康一朗 | JoJo的奇妙冒險 |
| 第7集  | 2月24日  | 燃燒吧, 我的小宇宙！ 之卷 燃えろ、オレの小宇宙（こすも）ーッ! の巻                  | 守口悠介 根本ノンジ | 岸川正史   | 聖鬥士星矢     |
| 第8集  | 3月3日   | 就算有死這個字也沒有失敗這個詞 之卷 死という文字はあっても敗北という文字はない の巻 | 横幕智裕            | 岸川正史   | 魁！！男塾     |
| 第9集  | 3月10日  | 我好興奮啊！ 之卷 オラ、ワクワクすっぞ! の巻                                        | 横幕智裕            | 堀英樹     | 七龍珠         |
| 第10集 | 3月17日  | 看招！橡膠槍亂打！ 之卷 くらえ、ゴムゴムの銃乱打（がとりんぐ）! の巻                | 根本ノンジ          | 三木康一朗 | ONE PIECE      |
| 第11集 | 3月24日  | 少年JUMP拯救地球 之卷 少年ジャンプが地球を救う の巻                                 | 根本ノンジ          | 三木康一朗 |                |